# Tephrosia purpurea
Tephrosia purpurea é uma angiosperma da família Fabaceae, conhecida por crescer em solos pobres, frequentemente como uma erva comum em áreas degradadas, com distribuição pantropical. Trata-se de uma leguminosa nativa do sudoeste da Ásia (incluindo o Levante, a Arábia, Socotorá, Irã, Paquistão, Índia e Sri Lanka) e do nordeste da África (Egito, Sudão, Etiópia, Eritreia, Djibouti e Somália).
Os folíolos da planta são obovado-oblongos, simétricos e de textura sedosa. Os legumes medem geralmente entre 2,5 e 5 cm de comprimento e contêm de seis a sete sementes acastanhadas. A espécie prospera em áreas com solos relativamente profundos, especialmente em regiões semiáridas, uádis, terraços e encostas suaves de colinas.
Tephrosia purpurea é tóxica para cabras. Embora tenha sido utilizada em Omã e nos Emirados Árabes Unidos para tratar bronquite, tosse, dor de ouvido, congestão nasal, feridas e fraturas ósseas, até 1993, seus efeitos mais amplos em humanos não haviam sido avaliados. Pode ser usada para produzir corantes semelhantes ao anil, e suas folhas, junto com as de outras plantas, são utilizadas pelos beduínos em partes de Sinai e do Neguev para preparar bebidas quentes.

## Descrição

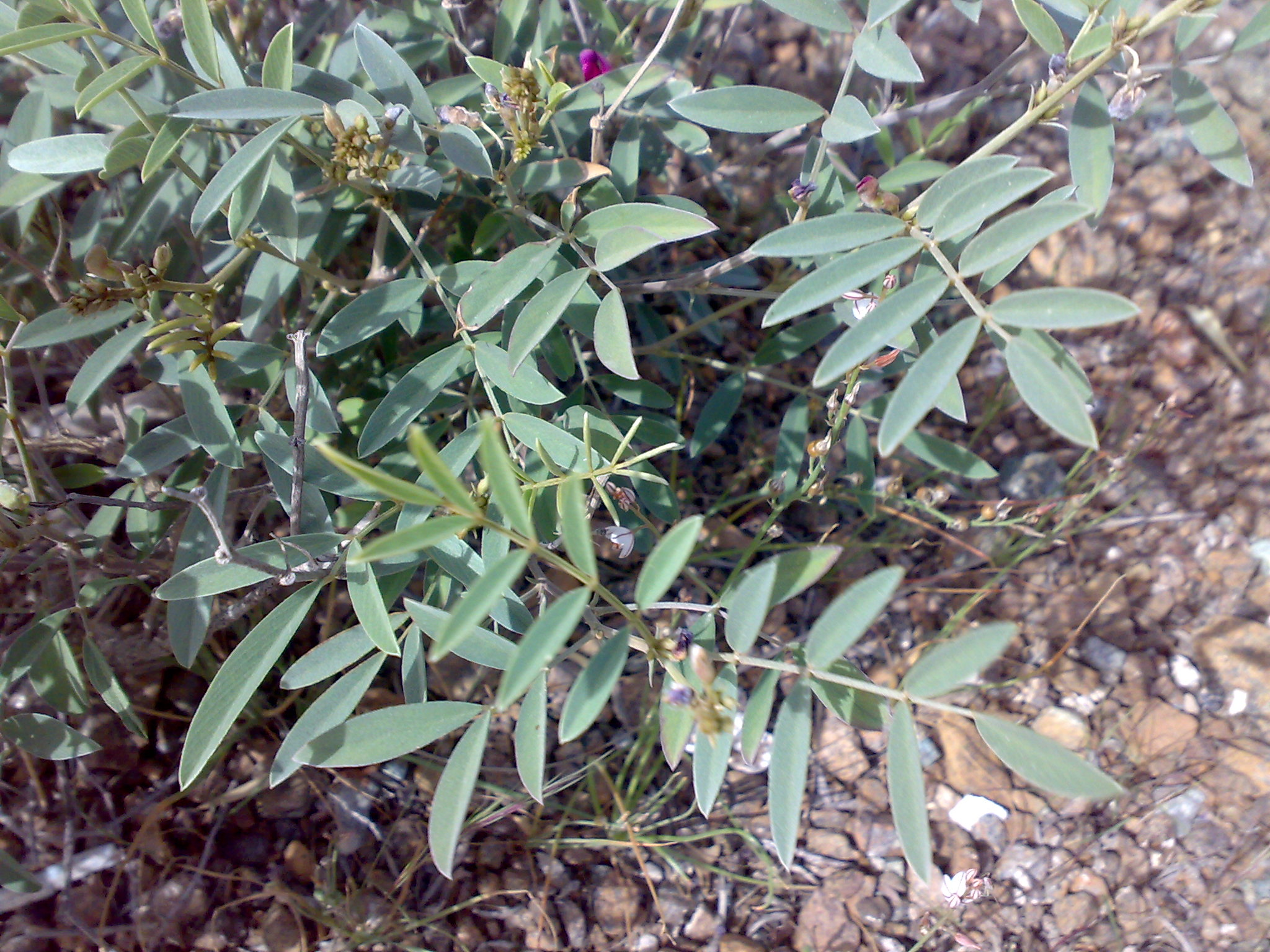
Folíolos de Tephrosia purpurea.

Os folíolos de Tephrosia purpurea são obovado-oblongos, com formato levemente em cunha, simétricos e de textura sedosa. A nervura central geralmente é dobrada longitudinalmente, e apresentam nervuras transversais paralelas. Os legumes têm geralmente entre 2,5 e 5 cm de comprimento e contêm de seis a sete sementes acastanhadas. A planta exibe flores roxas durante a estação de floração, sendo descritas como mais atraentes em janeiro. Geralmente atinge entre 45 e 50 cm de altura, e pode crescer em montanhas a altitudes superiores a 910 metros. Foram registrados cariótipos diploides (22 cromossomos) e tetraploides (44 cromossomos).
As raízes de Tephrosia purpurea são profundas, penetrando o solo até 3 metros ou mais, facilitando a absorção de umidade. A umidade é armazenada no córtex das raízes, protegido por uma fina periderme. O armazenamento de água no córtex permite o crescimento e a reprodução durante períodos de seca, possibilitando sua sobrevivência em condições áridas e semiáridas, bem como durante meses de inverno e verão com baixa pluviosidade. As raízes crescem mais rapidamente que os brotos, e mesmo em estágios iniciais, quando o broto tem apenas 1 cm, as raízes podem já atingir 30 cm ou mais.
Há variações regionais: plantas no Deserto Oriental Africano do Egito podem produzir vagens, folhas e folíolos menores, enquanto as de oásis apresentam pelos pubescentes densos e espalhados. Entre as características que diferenciam a subespécie apollinea da purpurea estão vagens ligeiramente mais longas (3,5–5 cm, às vezes 5,5 cm, em vez de 3–4 cm), maior variação na quantidade de sementes por vagem (geralmente 7–9, podendo ser até 3, em vez de 5–6, ou às vezes 7), vagens curvadas para cima em vez de para baixo, e folíolos com 9 em vez de 7 nervuras laterais.

## Taxonomia
A subespécie apollinea foi inicialmente nomeada Galega apollinea por Alire Raffeneau-Delile em 1813, sendo transferida para o gênero Tephrosia por Heinrich Friedrich Link em 1822. Sua classificação atual como subespécie de Tephrosia purpurea foi proposta por Hasnaa A. Hosni e Zeinab A. R. El-Karemy em 1993, após constatarem que as descrições anteriores "coincidem na maioria de suas características, sendo a distinção entre formas típicas bastante difícil". O nome completo com autoridades sob a classificação revisada é Tephrosia purpurea (L.) Pers. subsp. apollinea (Delile) Hosni & El-Karemy.
Na Arábia meridional, a espécie é conhecida pelo nome vernacular hailara, e também como dhafra, dhawasi, omayye ou nafal entre os árabes, sendo escrita como رﮭﻔط em árabe. Na região de Sinai no Egito, é chamada pelos beduínos de sanna ou senna. Também é conhecida como amioka em partes do Sudão. Devido ao seu uso tradicional na produção de corantes anil, Tephrosia purpurea também é chamada de "anil egípcio".

## Distribuição e habitat

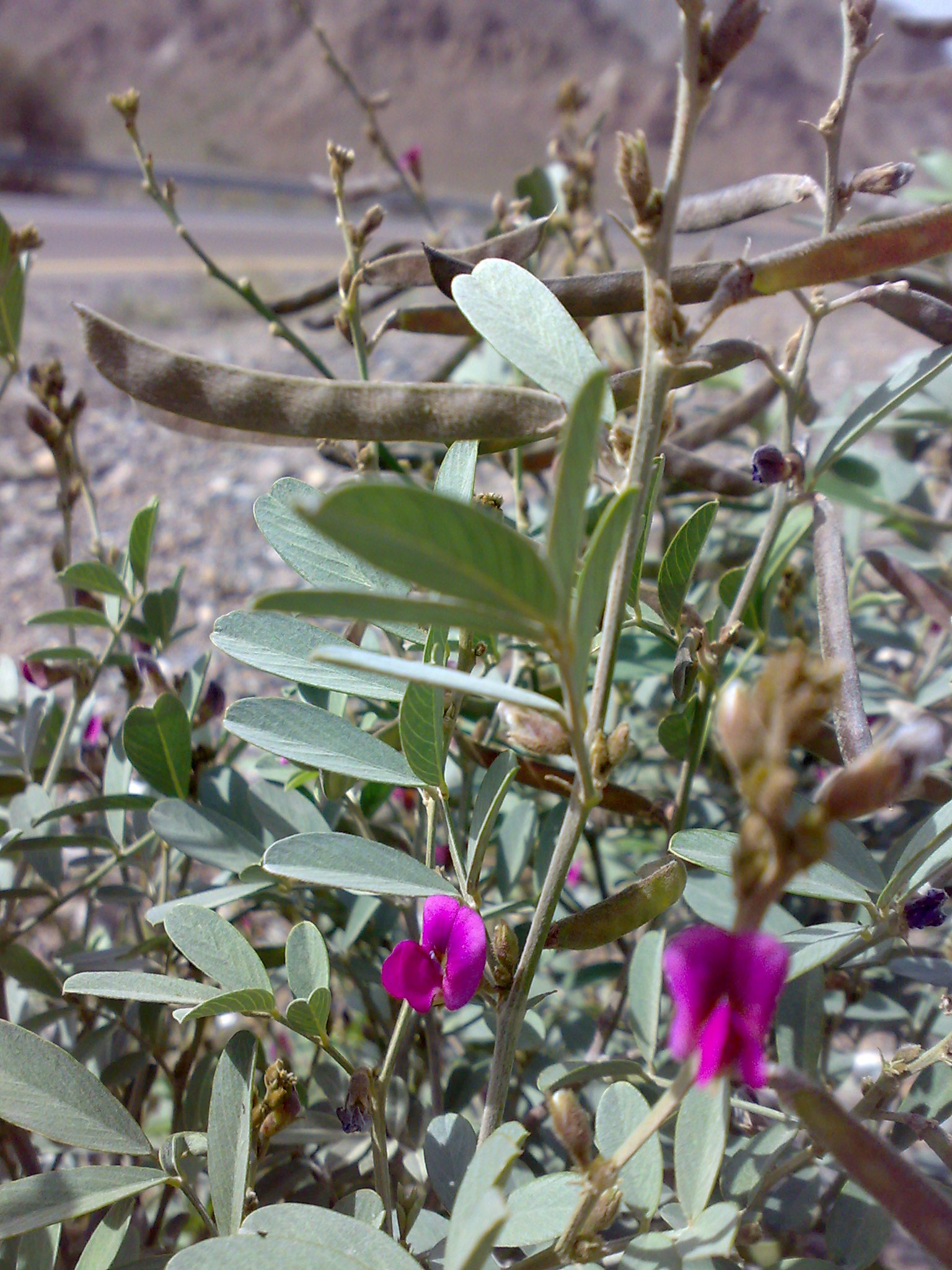
Flores, folhas e legumes.

A espécie está registrada em nações do nordeste da África, como Djibouti, Egito, Eritreia, Etiópia, Somália e Sudão, em nações do oeste da Ásia, incluindo Irã, Israel, Jordânia, Omã, Arábia Saudita, Iêmen do Sul, Emirados Árabes Unidos e Iêmen (incluindo a ilha iemenita de Socotorá), e em nações do sul da Ásia, como Índia e Paquistão. Na Índia, está documentada nos estados ocidentais de Guzerate, Maarastra e Rajastão.
Descrita como uma leguminosa desértica, a espécie geralmente cresce em áreas com solos relativamente profundos, especialmente em regiões semiáridas, uádis, terraços e encostas suaves de colinas. Na Arábia Saudita, foi encontrada dispersa entre espécies como Zilla spinosa, Rhanterium epapposum [en], Astragalus spinosus, Gymnocarpos decandrum, Achillea fragrantissima e Halothamnus bottae [en] nas bordas de lagos dessecados.
Está bem documentada em fontes do Egito e do Sudão. Em 1866, o Pharmaceutical Journal relatou que era encontrada como contaminante na planta sene, presente em campos cultivados nos vales a leste e sul de Assuão, na ilha Elefantina, em frente a Assuão, ao longo do rio Nilo, e em Edfu e Hermontis. Em Israel, cresce no deserto da Judeia, no vale do mar Morto, nas colinas do Neguev e em Eilat.
Em áreas de uádi no Iêmen, tende a crescer em arbustais aluviais desérticos, coexistindo com Fagonia indica, Cymbopogon schoenanthus [en] e Boerhavia elegans [en]. Um exemplar de Tephrosia purpurea foi encontrado por Harry St John Bridger Philby em 1936 em Raiyan, cerca de 240 km a nordeste de Saná. Em Socotorá, uma ilha ao largo da costa do Iêmen, é comumente encontrada em arbustais de Croton em planícies de baixa altitude, entre o nível do mar e 100 metros, em solos sobrepastoreados, junto com Cassia holsericea. Em uma análise da vegetação nas florestas do norte de Socotorá na década de 2000, a espécie foi encontrada coexistindo com Achyranthus aspera, Ageratum conyzoides, Bidens chinensis, Forsskaolea viridis, Hibiscus vitifolius [en], Indigofera coerulea, Leucas urticifolia, Setaria adhaerens e Solanum incanum [en].
Também está presente nos Emirados Árabes Unidos e em Omã, onde habita o deserto de Jiddat al-Harasis [en] e predomina nos leitos de uádis em montanhas como Jabal Xemece.

## Toxicidade
Tephrosia purpurea é considerada "intragável", embora suas sementes sejam relatadas como favoritas de cortiçóis que habitam o deserto de arbustos do norte do Sudão, e a borboleta Colias croceus se alimente dela. Isso permitiu que colonizasse paisagens no Oriente Médio que sofreram sobrepastoreio, especialmente em altitudes mais baixas.
A espécie é conhecida por ser tóxica para cabras; um estudo do início dos anos 1980 revelou que 11 de 12 cabras morreram após 1 a 40 dias de administração oral diária de brotos de Tephrosia purpurea (frescos ou secos), exibindo reações adversas como dispneia, fraqueza nos membros e articulações causando instabilidade de movimento, alterações na composição de gordura, enterite e hemorragia no coração, pulmões e mucosa intestinal. Rotenoides extraídos das sementes também causaram mortalidade total em Aphis craccivora [en] quando aplicados em concentração de 0,1% por 48 horas.

## Usos

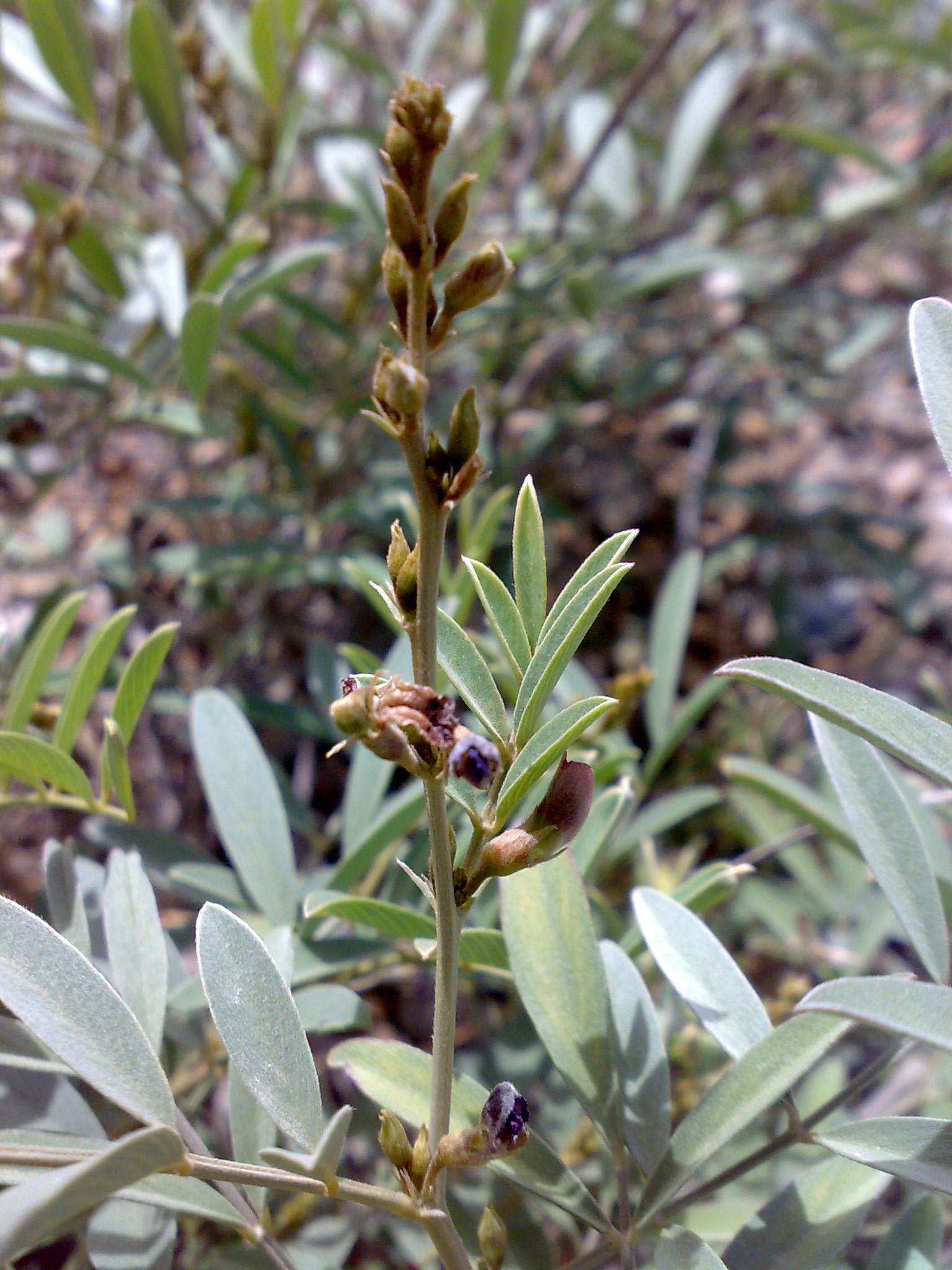
Tephrosia purpurea em floração.

### Corantes
Tephrosia purpurea pode ser usada para produzir corantes semelhantes ao anil. A espécie foi amplamente cultivada para esse propósito em Núbia durante o século XIX.

### Etnomedicina
Tephrosia purpurea também é utilizada na medicina popular e possui propriedades antibacterianas. Segundo a Aiurveda, a planta é anti-helmíntica, restauradora e antipirética, além de ser utilizada como antídoto.
As folhas e a raiz são usadas tradicionalmente no tratamento de bronquite, tosse, dor de ouvido, feridas e fraturas ósseas por herbalistas em países como Omã e os Emirados Árabes Unidos. Folhas moídas são usadas para inalação em casos de congestão nasal ou fervidas com água para produzir gotas auriculares. A casca em pó pode ser misturada com água e aplicada nos ouvidos de camelos com carrapatos, e as folhas em pó são transformadas em pasta para serem aplicadas em feridas. Também foi usada em combinação com Fagonia indica e Ocimum basilicum em membros de pessoas afetadas por poliomielite, sem efeito.
É utilizada no tratamento de lepra, úlceras, asma, tumores e doenças do fígado, baço, coração e sangue. Uma decocção das raízes é administrada para dispepsia, diarreia, reumatismo, asma e distúrbios urinários. O pó da raiz é benéfico para escovar os dentes, aliviando rapidamente dores dentárias e estancando sangramentos. Um extrato chamado "betafrolina" (nome não sistemático) promove a liberação de endorfinas e é usado em certos cosméticos. Pastores africanos usam plantas trituradas para preparar uma bebida para animais mordidos por cobras.

### Chá de ervas
Embora intragável quando consumida crua, as folhas de Tephrosia purpurea, junto com outras plantas, são fervidas para preparar bebidas quentes pelos beduínos em partes de Sinai e do Neguev. No entanto, herbalistas em Omã alertam que Tephrosia purpurea pode ser potencialmente prejudicial aos humanos, e até 1993, não havia sido totalmente analisada quimicamente para avaliar seu impacto mais amplo na saúde.

### Veneno para peixes
Tephrosia purpurea é usada como veneno para peixes em atividades de pesca. Suas folhas e sementes contêm tefrosina, que paralisa peixes. Doses maiores são letais para peixes, mas mamíferos e anfíbios não são afetados.

## Fitoquímica
Quando secas, as folhas de Tephrosia purpurea apresentaram 4,4% de umidade, 21,1% de proteína bruta, 19,8% de fibra bruta e 10,9% de cinzas. Uma análise química revelou a presença de rotenoides, isoflavonas, flavanonas [en], calconas e flavonas. O extrato de clorofórmio da parte aérea de Tephrosia purpurea revelou sete novos flavonoides prenilados, incluindo tefroapolina A-G (1-7).
Em 2006, pesquisadores da Universidade Sultan Qaboos [en] em Omã publicaram descobertas de uma investigação química nas folhas, identificando semiglabrina, semiglabrinol e uma nova flavanona chamada apolineanina. Um estudo de 2014 revelou que a pseudosemiglabrina extraída das partes aéreas de Tephrosia purpurea apresentou efeito antiproliferativo em linhas celulares de câncer.
Um estudo de Tephrosia purpurea no Uádi Ejili [en], em Recoima, Emirados Árabes Unidos, focado em sementes coletadas de espécimes da planta medicinal tradicional, explorou sua produção exógena de nanopartículas de prata. O estudo é considerado o primeiro a observar a atividade antimicrobiana de nanopartículas de prata sintetizadas por plantas vivas.